# Okavangotermes
Okavangotermes es un género de termitas  perteneciente a la familia Termitidae que tiene las siguientes especies:
1. Okavangotermes giessi
2. Okavangotermes guineensis